# Chiesa dell'Ascensione di Nostro Signore
La chiesa dell'Ascensione di Nostro Signore è un luogo di culto cattolico situato nella frazione di Pietralavezzara, in via dei Marmi, nel comune di Campomorone nella città metropolitana di Genova. La chiesa è sede della parrocchia omonima del vicariato di Campomorone dell'arcidiocesi di Genova.

## Storia
La chiesa è situata nella frazione di Pietralavezzara ed appare in alcuni atti redatti durante la visita di monsignor Francesco Bossi nel 1582. Secondo alcuni documenti parrocchiali, la chiesa fu succursale delle due comunità parrocchiali frazionali di Langasco (chiesa di San Siro) e Isoverde (chiesa di Sant'Andrea) fino al 1838 quando, il giorno 23 ottobre, il cardinale Placido Maria Tadini dichiarò la chiesa di Pietralavezzara soggetta alla sola sua giurisdizione.
Acquisì il titolo di Rettoria tramite il decreto di monsignor Tommaso Reggio datato al 28 maggio del 1894 e quello di parrocchia autonoma il 1º dicembre del 1896, quest'ultima elevazione fu richiesta dalla popolazione di Pietralavezzara - secondo alcune fonti - già dal 14 luglio del 1668.
I primi lavori di ampliamento furono eseguiti nel 1609 da un certo Bernardo Ghiglione che decorò la nuova struttura con marmi verdi provenienti dalle vicine cave della val Polcevera. La struttura subì diversi danni a seguito del conflitto tra la Repubblica di Genova e il Ducato di Savoia nel 1625 e ancora tra il 1746 e il 1747 nella guerra di successione austriaca tra i Genovesi e gli Austriaci.
L'attuale edificio è risalente al 1878 quando, su sollecitazione del rettore Giacomo Badino, si alzò e si prolungò di quattro metri la facciata e si edificò il nuovo campanile; i lavori iniziarono il 5 agosto e già il 20 ottobre la chiesa poté essere inaugurata. L'inaugurazione ufficiale avvenne nel 1976 quando il cardinale e arcivescovo di Genova Giuseppe Siri consacrò l'edificio.
Alcune fonti attestano la visita di papa Pio VII, di ritorno da Genova, giovedì 18 maggio 1815 nel borgo di Pietralavezzara e quindi della sua chiesa.